# آرثر إتش بيرد
آرثر إتش بيرد (بالإنجليزية: Arthur Bird)‏ هو عازف الأرغن وملحن وعازف بيانو أمريكي، ولد في 23 يوليو 1856 في بيلمونت في الولايات المتحدة، وتوفي في 22 ديسمبر 1923 في برلين في ألمانيا.

## وصلات خارجية
- آرثر إتش بيرد على موقع ميوزك برينز (الإنجليزية)
- آرثر إتش بيرد على موقع أول ميوزيك (الإنجليزية)
- آرثر إتش بيرد على موقع ديسكوغز (الإنجليزية)